# 재로 (음악 그룹)
재로는 대한민국의 전 음악 그룹이다. 2020년 싱글 앨범 [Welcome To My Jungle]로 데뷔했다.

## 음반
- Welcome To My Jungle (2020)
- Welcome To My Jungle (Japanese Ver.) (2020)
- ALL IN (2021)